# Danilo Cirino de Oliveira
Danilo Cirino de Oliveira (Sorocaba, Brazília, 1986. november 11. –), vagy ismertebb nevén Danilo brazil labdarúgó, csatár.

## Pályafutása

### Klubcsapatokban
Danilo 2010 nyarán igazolt a Budapest Honvéd csapatához. A magyar bajnokságban 2010. augusztus 7-én, az MTK ellen debütált. Az első mérkőzésén kezdőként 81 percet játszott. Első gólját 2010. október 29-én, a Videoton ellen szerezte, rögtön kettőt, hiszen az ő duplájával győzte le idegenben a Honvéd a későbbi bajnokcsapatot. A 2010–11-es szezonban összesen négy gólt ért el.
A 2011–12-es évad jól indult számára, hiszen a második fordulóban duplázott a Haladás ellen. E két találatot még további tizenkettő követte az őszi szezonban. Szinte mindegyik fordulóban gólt szerzett, két gólt lőtt az Újpest, a Kaposvári Rákóczi FC, és a Győri ETO csapatának is. Danilo az őszi szezon után vezette az OTP Bank Liga 2011–2012 idényében a góllövőlistát. A tizennégy gólnak köszönhetően több külföldi csapattal szóba hozták, például a francia AS Monacóval is. 2012 januárjában végül az FC Sionhoz igazolt. A svájci csapatban mindössze 12 bajnokin kapott lehetőséget és egy gólt szerzett. A 2012–2013-as idény tavaszi felét az ukrán Zorjánál töltötte kölcsönben. A Zorja ezt követően végleg megvette a Siontól, majd 2014 júliusában kölcsönadta az orosz Kubany Krasznodarnak. Az ukrán élvonal 2013–2014-es idényében 28 bajnokin nyolc gólt szerzett. 2015. március 31-én aláírt a kazah Aktöbe FK-hoz. 2016. március 10-én a thai Csiangraj Junajtet-hez igazolt.
A 2016-17-es szezonban az Arab Emírségekben légióskodott a Dibba al-Fudzsaira Club-nál. 2017 nyarán visszatért a Budapest Honvédhoz. A 2017-2018-as idényben 25 bajnokin 6 gólt szerzett, a következő szezonban pedig 28 mérkőzésen kilencet kispesti színekben. 2019 nyarán a katari másodosztályban szereplő Muaither SC játékosa lett.